# Apunt (informàtica)
|  | Per a altres significats, vegeu «apunt». |

En informàtica, un apunt  (en anglès post) és un text que un internauta publica en un fòrum, un blog o una xarxa social. Els apunts també poden ser, de vegades, imatges o emoticones, sons, vídeos, hipervincles, o altres arxius associats.
Segons el context, també poden ser adequades com a denominacions d'aquest concepte, entre d'altresː aportació, comentari, intervenció, nota, missatge o, article quan el text té una certa especialització i extensió. La llargada, el grau d'especialització i el format d'aquest tipus de textos és molt variable especialment en els blogs. Segons el context, també poden ser adequades denominacions comː aportació, comentari, intervenció, nota, missatge o, article quan el text té una certa especialització i extensió. que són canals de comunicació molt oberts.
Fer un apunt, penjar un apunt o publicar un apunt fa referència a l'acció de publicar una d'aquestes intervencions.